# Antiguo Club de Regatas
El antiguo Club de Regatas fue la sede social del Real Club de Regatas de Cartagena. Fue construido por el arquitecto Mario Spottorno en 1912, en el puerto de la ciudad española de Cartagena (Región de Murcia). Desde 1988 está catalogado como Bien de Interés Cultural.

## Arquitectura
El Club de Regatas fue construido por el arquitecto cartagenero Mario Spottorno y Sanz de Andino según planos diseñados en 1907. La obra comenzó en junio de 1911 y concluyó con gran rapidez, puesto que fue inaugurado el 14 de abril de 1912. Desde hace años persiste la duda de si la autoría fue de Spottorno o de Víctor Beltrí, alimentada por el hecho de que en la fachada se observen elementos característicos de la obra de Beltrí, como la decoración con motivos florales o el arco de la entrada.
Sea como fuere, otros aspectos originales de este edificio de dos pisos con una planta de 20 por 30 metros son los ventanales de la primera planta y un balcón corrido en la segunda.

## Historia
La fiesta de inauguración del Club de Regatas se celebró con gran ostentación y exclusividad, con la asistencia de la burguesía de la ciudad, las autoridades municipales y una representación de la familia real.
Con el tiempo, el club náutico se trasladó a una nueva sede construida por la Autoridad Portuaria, y la antigua sufrió desde la década de 1970 un abandono que acabó con un incendio el 27 de febrero del año 2001. La estructura hubo de ser demolida, y en su lugar se construyó una réplica de la emblemática construcción siguiendo los esquemas del arquitecto Iván Martínez. La nueva inauguración se produjo el 12 de julio de 2006.

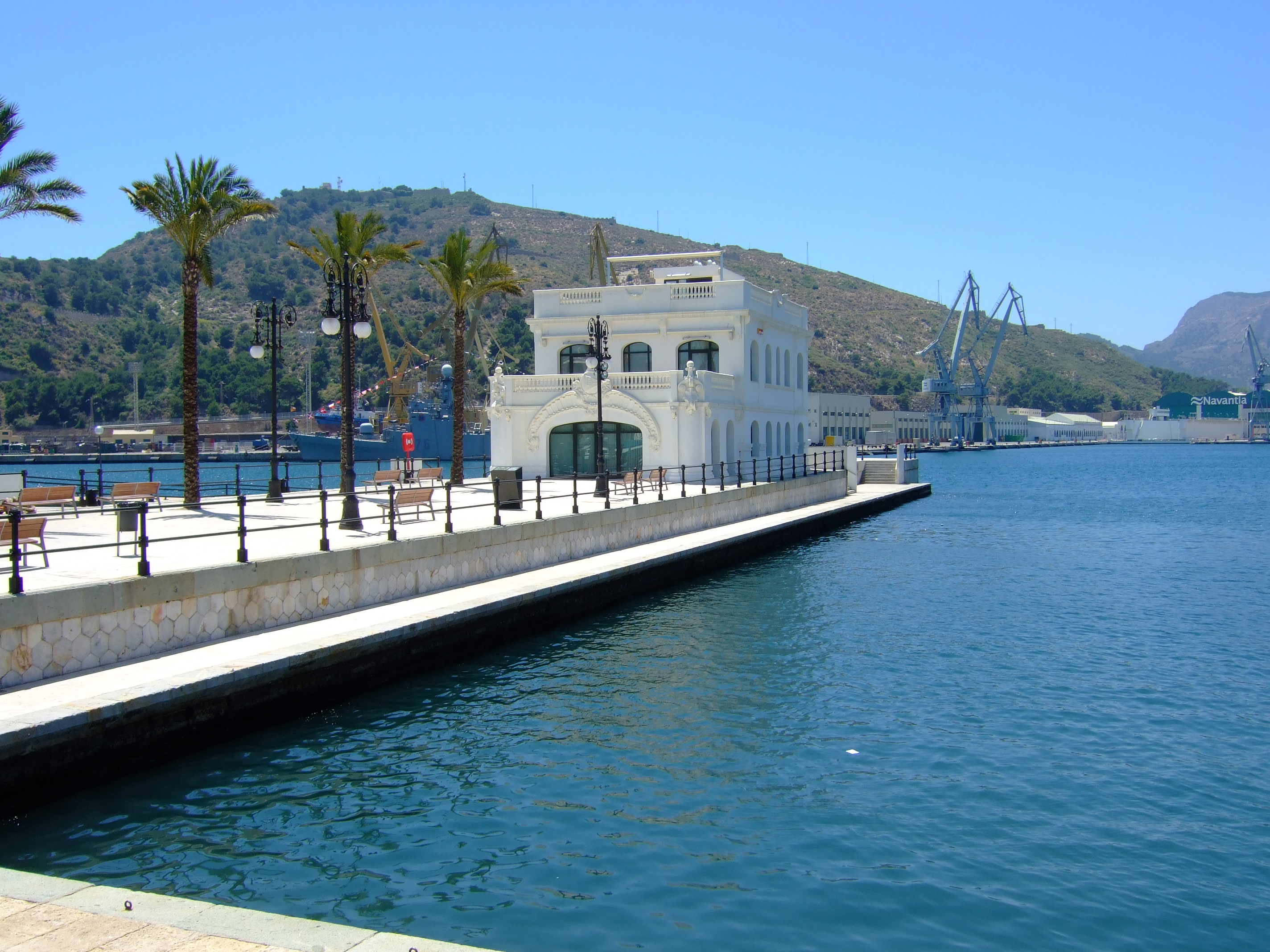
Vista desde la dársena de botes.